# Księga Jaskiń

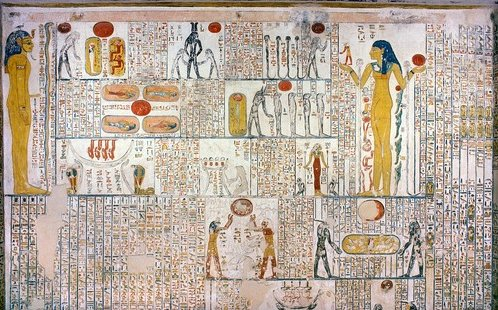
Piąta część fresku z grobowca Ramzesa V (KV9).

Księga Jaskiń – jeden z najważniejszych tekstów pogrzebowych egipskiego Nowego Państwa. Tak jak wiele innych tekstów pogrzebowych, Księga Jaskiń, zapisana na ścianach grobowców, była swego rodzaju materiałem informacyjnym dla umarłych. W Księdze Jaskiń opisano podróż boga słońca Ra przez sześć jaskiń podziemnego świata. Szczególną uwagę poświęcono w księdze nagrodzie i karze w życiu pozagrobowym. Księga Jaskiń jest też jednym z najlepszych źródeł informacji o tym, jak wygląda piekło według starożytnych Egipcjan.
Księga Jaskiń pojawiła się w epoce Ramessydów, w okresie panowania XIX dynastii. Najstarsza ze znanych wersji tej księgi znajduje się na ścianie świątyni Osireion w Abydos. Później pojawia się w grobowcu Ramzesa IV w Dolinie Królów. O tym tekście pisał Jean-François Champollion w swoich listach z Egiptu.

## Treść
Tak jak dwie wcześniejsze księgi pogrzebowe, Księga Jaskiń opisuje przede wszystkim podróż boga słońca Ra od zachodniego do wschodniego krańca świata poprzez świat podziemi, a szczególnie istoty boskie, które tam spotyka i ich wzajemne interakcje. Należy wymienić następujące miejsca, które odwiedził Ra:
- jaskinia osądzonych umarłych, którzy stali się istotami boskimi (1 i 2 scena)
- jaskinia z ciałem Ozyrysa i dwoma boskimi ciałami samego Ra (3 scena)
- wyjście z podziemi na światło słoneczne (ostatnia scena)

W czasie podróży bóg słońca mijał jaskinie piekła, w których giną wrogowie porządku świata (tj. Ra i Ozyrysa). Księga Jaskiń daje pewne pojęcie o topografii pozagrobowego świata Egipcjan.

## Struktura
W starożytności księga nie miała własnej nazwy. Również, w odróżnieniu od innych tekstów pogrzebowych, nie było w niej podziału nocy na godziny. Zamiast tego składa się z siedmiu dużych winiet, zawierających ok. 80 małych scen. Dzieli się na dwie części z trzema scenami w każdej, a scena finalna następuje oddzielnie. 
Księga Jaskiń została napisana bardziej literackim językiem w porównaniu z innymi księgami pogrzebowymi Nowego Państwa, jak Amduat czy Księga Bram. Nie ma w niej tak wielu winiet, jak w innych księgach, ale zawiera dokładniejszy i dłuższy opis wydarzeń.

## Historia
Obecnie znanych jest 13 źródeł pisanych z tekstem Księgi Jaskiń:
| Źródło pisane                                      | Położenie                            | Stan                                                   | Datowanie                           |
| -------------------------------------------------- | ------------------------------------ | ------------------------------------------------------ | ----------------------------------- |
| Osireion (w Abydos)                                | korytarz                             | kompletny                                              | koniec XIII w. p.n.e.               |
| Grobowiec Ramzesa IV (KV 2)                        | korytarz 3; przybudówka              | winietka 1 i 2                                         | połowa XII w. p.n.e.                |
| Grobowiec Ramzesa VI (KV 9)                        | górna część grobowca                 | prawie kompletny                                       | połowa XII w. p.n.e.                |
| Grobowiec Ramzesa VII (KV 1)                       | korytarz 1                           | winietka 1                                             | 2 połowa XII w. p.n.e.              |
| Grobowiec Ramzesa IX (KV 6)                        | korytarz 1 i 2; komora z sarkofagiem | winietki 1-5 (częściowo)                               | koniec XII w. p.n.e.                |
| Papirus pogrzebowy królowej Nodżmet (pBM EA 10490) |                                      | winietki 1, 2, 4 i 7 (częściowo)                       | połowa XI w. p.n.e.                 |
| Papirusowy amulet Butehamonа (pTurin 1858)         |                                      | jedna scena                                            | połowa XI w. p.n.e.                 |
| Maska mumii (Luwr (szczegóły nieznane))            |                                      | jedna scena                                            | prawdopodobnie I tysiąclecie p.n.e. |
| Grobowiec burmistrza Montuemhatа (TT 34)           |                                      | prawdopodobnie kompletny (obecnie poważnie uszkodzony) | II połowa VII w. p.n.e.             |
| Grobowiec kapłana-lektora Petamenofisa (TT33)      | komory i korytarz XVII—XIX           | kompletny                                              | II połowa VII w. p.n.e.             |
| Bloki z wyspy Roda                                 |                                      | co najmniej 1 i 2 winietka                             | prawdopodobnie I tysiąclecie p.n.e. |
| Sarkofag generała Petiese (Berlin No. 29)          | wieko                                | jedna scena                                            | ok. IV w. p.n.e.                    |
| Sarkofag Tjihorpto (Cairo CG 29306)                | powierzchnia wewnętrzna, wieko       | winietki 1, 2, 5 i 6 (częściowo)                       | IV w. p.n.e.                        |

Jedna z pierwszych, praktycznie pełna wersja Księgi Jaskiń znajduje się w Osireionie. W tekście tym uszkodzona była tylko górna część zapisu. Osireion został odkryty przez archeologów Williama Flindersa Petriego i Margaret Murray, którzy prowadzili w tym miejscu wykopaliska od 1902 do 1903 roku. Księgę Jaskiń znaleziono na lewej ścianie głównego wejścia, a na przeciwległej ścianie przedstawiona była Księga Bram.
Ramzes IV był pierwszym faraonem, który umieścił w swoim grobowcu Księgę Jaskiń. Pierwsza i ostatnia, praktycznie cała Księga Jaskiń została znaleziona w grobowcu Ramzesa VI, a w tym również brakująca część z Osireionu. Znajduje się w przedniej części grobowca, naprzeciwko Księgi Bram, co przypomina plan Osireionu. Ściany grobowca pokryte są całkowicie tekstem z Księgi Jaskiń.

## Tłumaczenia
Pierwszy przekład niektórych fraz z Księgi Jaskiń z grobowca Ramzesa VI został zrobiony przez Ippolita Roselliniego w 1836 r. Niedługo potem napisał o niej Jean-François Champollion, przedstawiając również kilka przekładów. Tym niemniej uczeni nie byli zbyt zainteresowani tą księgą, dopóki po prawie stu latach nie został odkryty drugi, pełny tekst w Osireionie. W 1933 r. Henri Frankfort opublikował kompletny przekład księgi, wykonany z pomocą Adriaana de Bucka, oparty na tej wersji.